# Marek Schwarz
Marek Schwarz, född 1 maj 1986 i Mladá Boleslav, Tjeckoslovakien, är en tjeckisk professionell ishockeymålvakt som spelar för HC Bílí Tygři Liberec i Extraliga.
Schwarz valdes av St. Louis Blues i första rundan i 2004 års NHL-draft som 17:e spelare totalt. Schwarz har erfarenhet från bland annat NHL, tjeckiska ligan och det tjeckiska landslaget.

## Spelarkarriär
- HC Sparta Praha 2002–2004, 2005–06, 2012
- HC Plzeň 2003–04
- HC Oceláři Třinec 2003–04
- Vancouver Giants 2004–05
- Peoria Rivermen 2006–2009
- St. Louis Blues 2006–2009
- Alaska Aces 2007–2009
- BK Mlada Boleslav 2009–2011
- TPS 2011–2012
- HC Liberec 2013–